# North River Tunnels
Die North River Tunnels, vielfach auch nur in Einzahl North River Tunnel bezeichnet, sind 1910 eröffnete Eisenbahntunnel in den Vereinigten Staaten von Amerika, die von New Jersey unter dem Hudson River hindurch zur New York Pennsylvania Station (Penn Station) in Manhattan führen und Teil des Northeast Corridors sind. Der 1810 m lange Landtunnel unter Bergen Hill wird auch Bergen Hill Tunnel genannt, der daran anschließende 2004 m lange Unterwassertunnel ist der eigentliche North River Tunnel. North River ist eine Bezeichnung für den untersten Abschnitt des Hudson River von Yonkers bis New York City.

## Bedeutung
Die North River Tunnels wurden 2018 täglich von rund 450 Züge von Amtrak und NJT genutzt, die 820 000 Passagiere befördern. Die New York Pennsylvania Station ist einer der wichtigsten Zugangspunkte von Manhattan für Pendler, die im Bundesstaat New Jersey wohnen. Als Teil des Northeast Corridors reicht die Bedeutung des Tunnels aber über New York und New Jersey hinaus. Der Northeast Corridor ist eine der verkehrsreichsten Reisezugstrecken der Vereinigten Staaten, die sich von Boston bis Washington, DC erstreckt. Ungefähr ein Viertel der 820.000 täglichen Fahrgäste auf dem Northeast Corridor reisen durch die North River Tunnels. Der Tunnel spielt somit eine wichtige Rolle im Wirtschaftsraum des Nordosten der USA, der jedes Jahr 3 Milliarden Dollar zur US-Wirtschaft beiträgt.

## Geschichte
In den Anfängen der Eisenbahngeschichte hatte die Pennsylvania Railroad (PRR) keinen direkten Zugang nach Manhattan. Die Hauptstrecke von Philadelphia in Richtung New York City endete in Jersey City bei der Exchange Place Station am Westufer des Hudson Rivers. Die Reisenden mussten mit einer Fähre nach Manhattan übersetzen. Mehrere Projekte versuchten eine direkte Verbindung für die PRR nach Manhattan zu schaffen. Mit dem Bau eines Tunnels zur Christopher Street wurde bereits begonnen, aber das Projekt musste wegen Geldmangels aufgegeben werden. Ein weiteres Projekt versuchte eine Hängebrücke über den Hudson zu bauen. Die von der North River Bridge Company zu errichtende Brücke hätte von allen an der Westküste des Flusses endenden Bahnen benutzt werden können, aber außer der PRR wollte keine Bahngesellschaft sich an den Kosten beteiligen.
Im ausgehenden 19. Jahrhundert erlangte die Elektro-Traktion eine Reife, die es erlaubte, Vollbahnen zu elektrifizieren, wenn auch die Projekte noch bescheidene Ausdehnung hatten. Die Elektrolokomotiven konnten leichter als die Dampflokomotiven größere Steigungen überwinden und die Tunnels blieben rauchfrei, so dass der Aufwand für die Tunnellüftung gering gehalten werden konnte. Nachdem die Baltimore and Ohio Railroad gute Erfahrungen mit dem elektrischen Betrieb im Howard-Street-Tunnel in Baltimore gemacht und Alexander Cassatt, der damalige Präsident der PRR, den 1900 zur Weltausstellung in Paris neu eröffneten Gare d’Orsay der PO in Paris besichtigt hatte, arbeitete die PRR ein Projekt für einen neuen prunkvollen Bahnhof in Manhattan aus, der mit unterirdischen Zufahrten erreicht werden sollte.

Darstellungen des Tunnelverlaufs
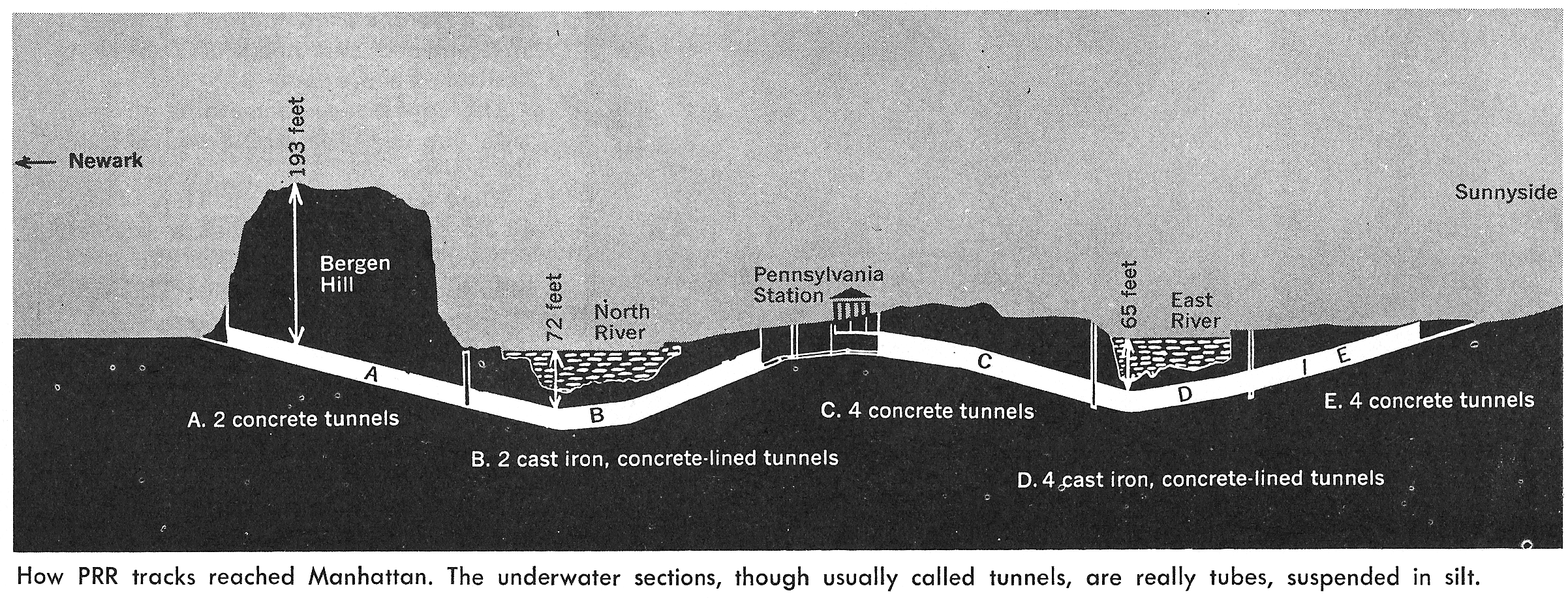
Diagramm der New York Tunnel Extension. A: Bergen Hill Tunnel, B: North River Tunnel, C: Crosstown Tunnel, D: East River Tunnel
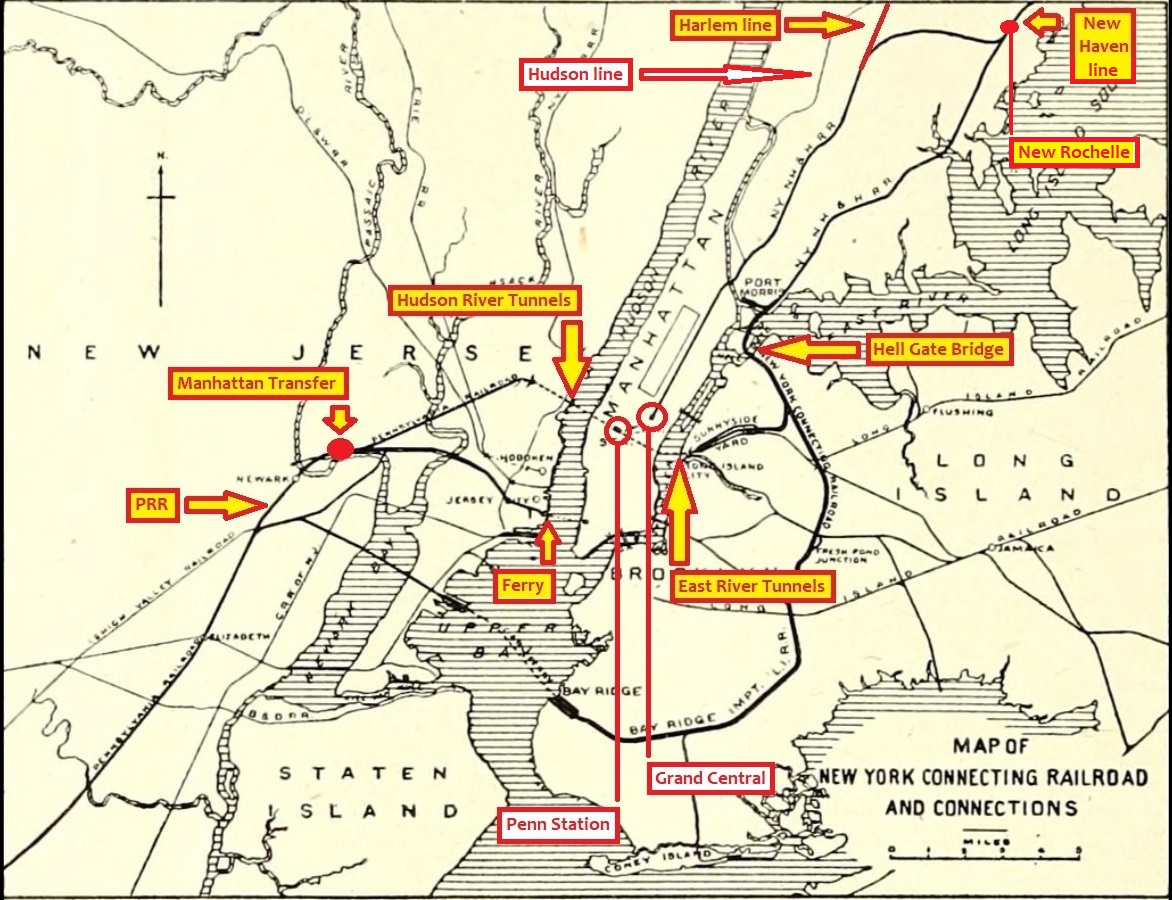
Landkarte 1908, North River Tunnels sind als Hudson River Tunnels markiert

Die Planung des New York Tunnel Extension genannten Projektes begann 1901. Das Kernstück war die neu zu bauende Pennsylvania Station, die meist nur Penn Station genannt wird. Die North River Tunnels sind die westliche Zufahrt zum neuen Bahnhof, die East River Tunnels die östliche Verbindung nach Long Island. Die neu zu bauende Strecke führt von Newark in New Jersey über die Schwemmebene des Hackensack River zu den North River Tunnels. Diese führen die Bahn unter den Palisades genannten Klippen und dem Hudson River hindurch nach Manhattan zur Penn Station. Von da führen die East River Tunnels unter dem gleichnamigen Fluss hindurch zum Sunnyside Yard in Queens.
Die veranschlagten Kosten für die gesamten New York Tunnel Extension zwischen Harrison und dem Sunnyside Yard inklusive der Penn Station wurden auf 100 Mio. US-Dollar geschätzt, die tatsächlichen Kosten betrugen 150 Mio. Dollar, was 2020 einer Kaufkraft von 4 Mrd. US-Dollar entsprach.
Die New York Tunnel Extension wurde am 27. November 1910 eröffnet. Die von Süden kommenden mit Dampfloks bespannten Fernzüge verkehrten bis zur Manhattan Transfer Station, wo die Dampflok gegen eine Elektrolok der Baureihe DD1 gewechselt wurde, welche den Zug durch die North River Tunnels in die Penn Station brachte. Eine dritte Schiene mit einer Gleichspannung von 650 V diente der Stromversorgung der Elektrolokomotiven. Ab 1933 verkehrten die Züge ab Philadelphia durchgehen elektrisch, wobei eine Oberleitung mit 11 kV 25 Hz Wechselstrom der Energieversorgung diente. Der Stopp in Manhattan Transfer erfolgte nur noch für das Umsteigen auf die Züge der Hudson and Manhattan Railroad (H&M, heißt seit 1962 Port Authority Trans-Hudson), der eine direkte Verbindung an die Südspitze von Manhattan schaffte. Ab 1937 verkehrten die Züge der H&M zur Newark Penn Station, so dass die Station Manhattan Transfer überflüssig wurde.
Im Jahre 1967 fusionierte die PRR mit der New York Central zur Penn Central. Diese Gesellschaft ging 1970 bankrott. Die Strecke und den Fernverkehr übernahm am 1. Mai 1971 der neu gegründete halbstaatliche Fernverkehrsbetreiber Amtrak, der Nahverkehr ging 1976 an die New Jersey Transit (NJT) über.

### ARC-Tunnel
Mit dem Projekt Access to the Region's Core, meist nur ARC-Tunnel genannt, sollten zwei neue Tunnelröhren unter dem Hudson gebaut werden, die in einem sechsgleisigen unterirdischen Bahnhof neben der Penn Station geendet hätten. Die Detailplanung begann 1995, Baubeginn war im Juni 2008. Das Projekt wurde aber im Oktober 2010 gestoppt, weil Chris Christie, der Gouverneur von New Jersey, Kostenüberschreitungen von bis zu einer Milliarde Dollar befürchtete.

### Hurrikan Sandy
Die Tunnel wurden im Oktober 2012 während dem Hurrikan Sandy mit Salzwasser geflutet, das hauptsächlich von der Manhattan-Seite her in die Tunnels eindrang. In der Mitte der Tunnel reichte der Wasserstand bis über die Bankette. Nach dem Abpumpen des Wassers blieben korrosive Chloride und Sulfide zurück, welche die Betonauskleidung, die Bankette und die sich darin befindlichen elektrischen Installationen schädigten – ein Prozess, der auch noch Jahre nach der Flutung fortschreitet. Immer wieder führen auf den Gleisen liegende abgeplatzte Betonteile zu Betriebsstörungen, im Winter müssen regelmäßig Eiszapfen, die sich durch eindringendes Wasser bilden, entfernt werden. Weiter kommt es häufiger zu Ausfällen der Hochspannungskabel, die nicht nur den Fahrstrom für die Bahn liefern, sondern auch den ganzen Penn-Station-Komplex mit Energie versorgen.

### Gateway Program
Mit dem von der Gateway Development Commission vorangetriebenen Projekt „Gateway“ soll die bestehende Strecke zwischen Newark und Manhattan ausgebaut werden, wozu auch ein neuer Tunnel unter dem Hudson hindurch gebaut werden soll. Das Projekt wurde 2011 vorgestellt und unter der Trump-Präsidentschaft blockiert. Amtrak beschloss deshalb im Februar 2020, die bestehenden North River Tunnels zu sanieren. Es wird davon ausgegangen, das für die Arbeiten jede Röhre während mindestens 18 Monaten gesperrt werden muss und dass während dieser Zeit 75 % der Züge ausfallen werden. Während der Sperrung soll auch der 2020 noch vorhandene Schotteroberbau durch eine feste Fahrbahn ersetzt werden.
Die US-Bundesregierung genehmigte das Gateway Program im Mai 2021. Im Juli 2022 verständigten sich die Bundesstaaten New York und New Jersey darauf, alle nicht von Dritten oder von der Bundesregierung übernommenen Kosten hälftig aufzuteilen. Im Juli 2023 wurde eine Förderung durch den Bund in Höhe von 6,88 Millionen US-Dollar zugesagt, die es ermöglicht, eine Tunnelbaufirma zu beauftragen. Die Gateway Development Commission veranschlagt Projektkosten in Höhe von mehr als 16 Milliarden Dollar. Mit Stand 2023 könnte das Projekt im Jahr 2035 abgeschlossen sein.

## Bau
Die Planung der Tunnel begann im Jahre 1901. Die Leitung hatte Charles M. Jacobs inne, ein britischer Ingenieur, der bereits beim Bau des Tunnel der City and South London Railway (C&SLR) beteiligt war. Diese Bahn gilt als erste tief liegende in gebohrten Tunnel verlegte U-Bahn der Welt. Das ursprüngliche Projekt der North River Tunnels sah drei Röhren vor, es wurde aber später auf zwei Tunnelröhren reduziert. Der Vertrag für den Bau der Tunnel wurde im Mai 1904 an die O’Rourke Construction Company vergeben, die vom Sohn eines irischen Immigranten geführt wurde. Bereits im Juni 1903 wurde der Bau der beiden Angriffsschächte in Weehawken und Manhattan an die United Engineering & Construction Company vergeben. Der Schacht in Weehawken war im September 1904 fertiggestellt, der in Manhattan im Dezember 1903. Die beiden Tunnels wurden mit Druckluftschildern aufgefahren, wobei vier 102 t schwere Schilder im Einsatz waren, sodass in beiden Röhren von beiden Seiten gearbeitet werden konnte. Während dem Vortrieb wurde jeder Schild durch 24 Hydraulikzylinder mit einer Kraft von 26700 kN gegen die Tunnelbrust gedrückt.  Der Schildvortrieb begann im Mai 1905 und im November 1906 konnte der letzte Ring der Tunnelröhren verbaut werden.

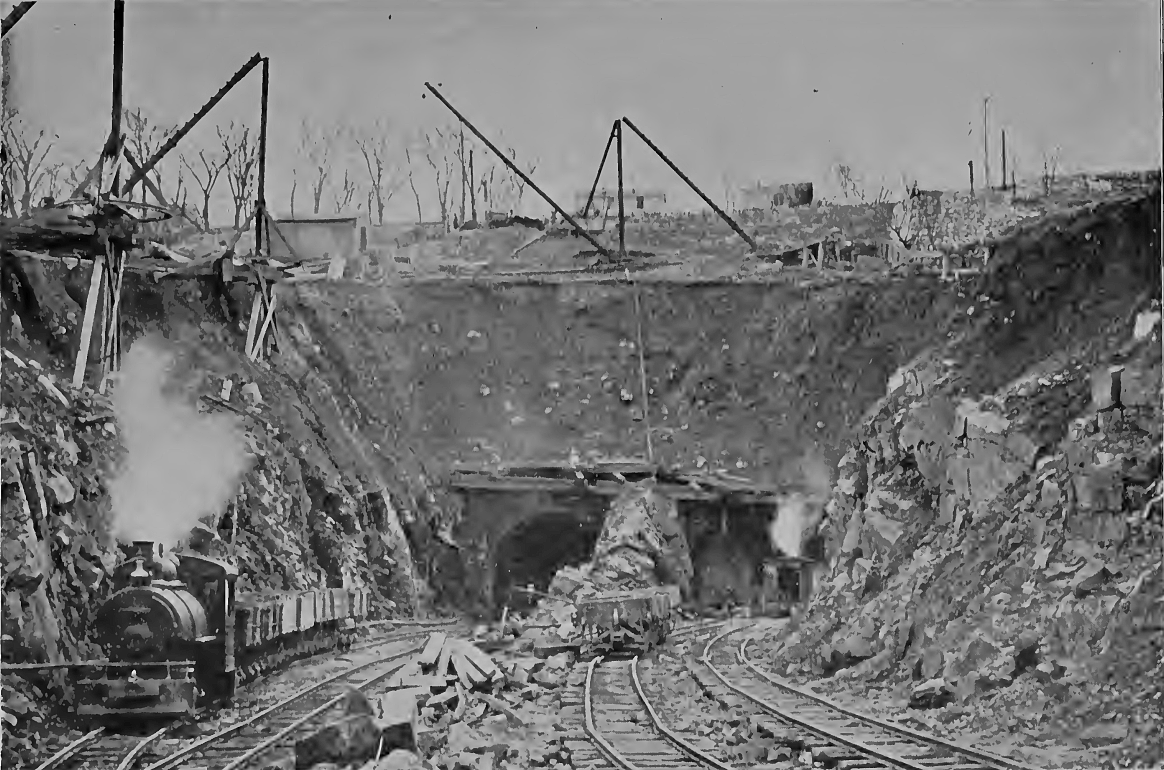
Hackensack Portal beim Bau des Bergen Hill Tunnels
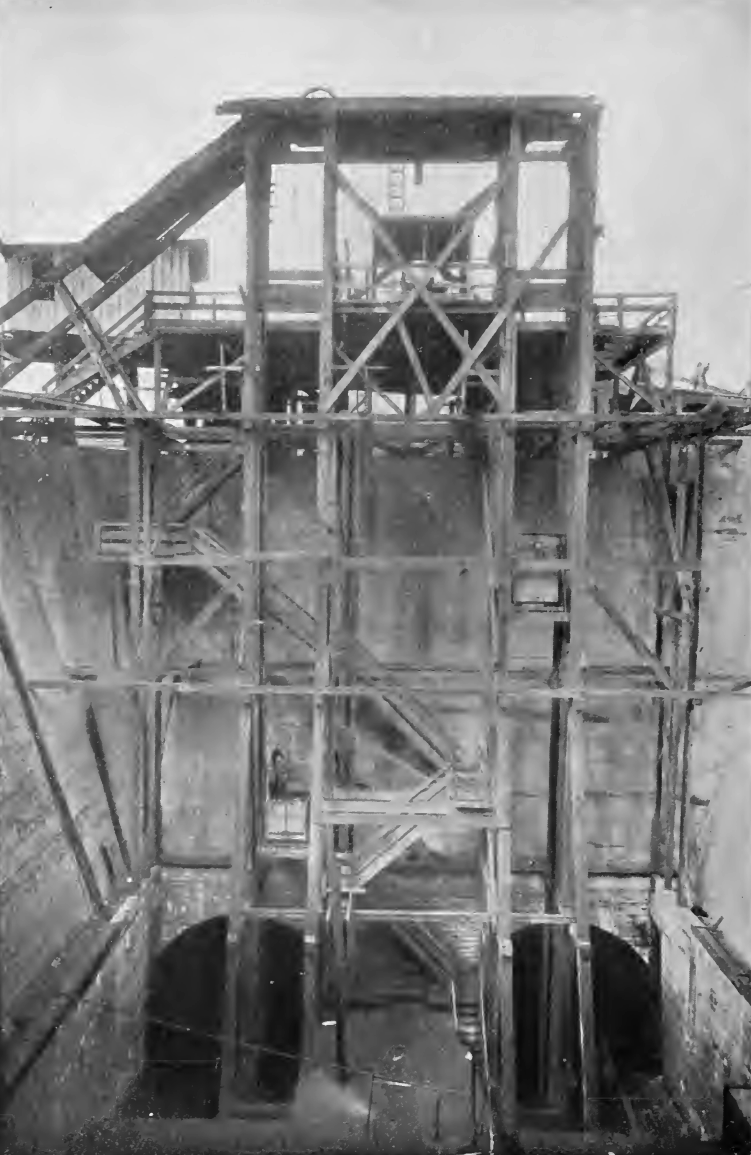
23 m tiefer Angriffsschacht bei Weehawken
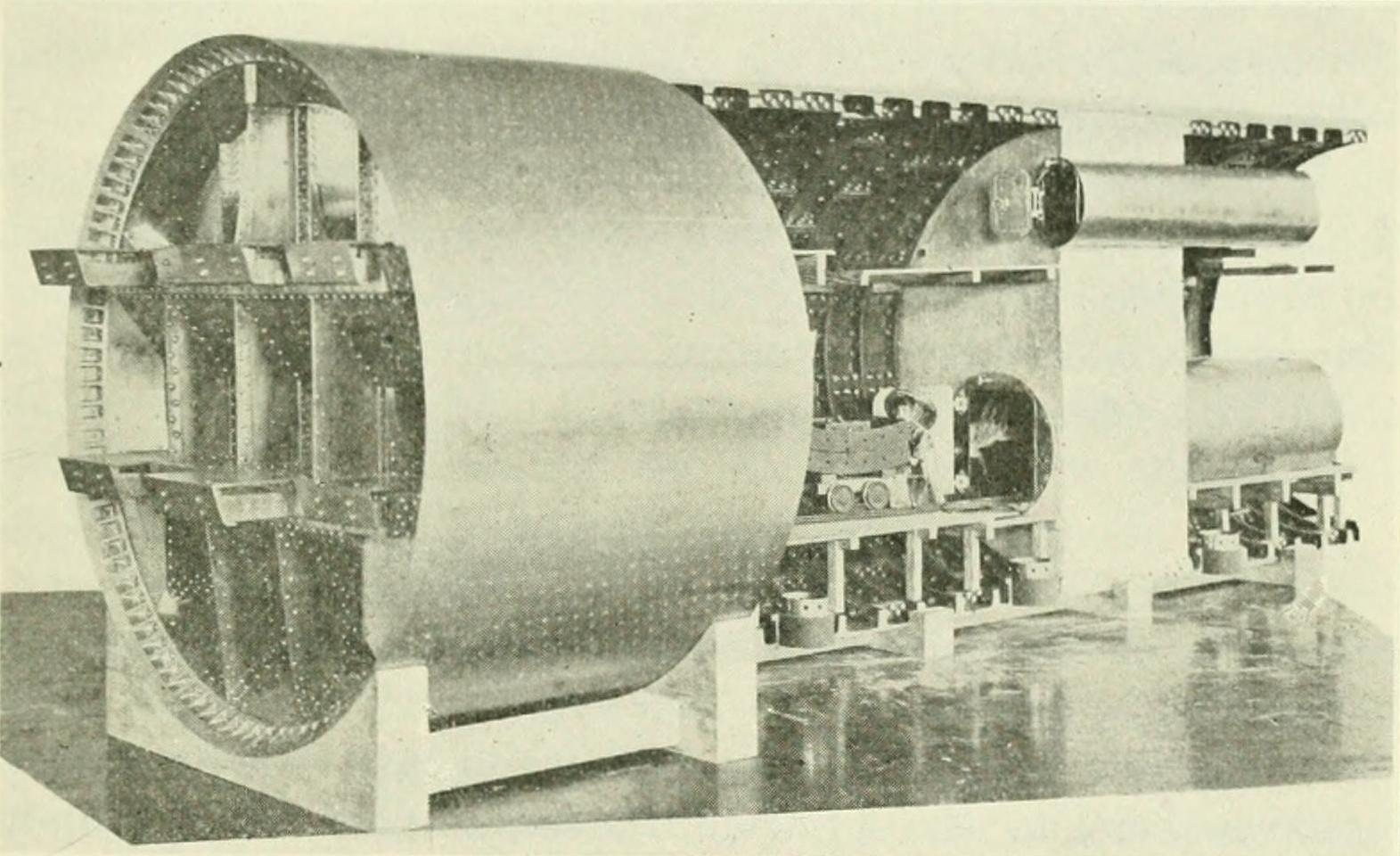
Druckluftschild, wie er bei den North River Tunnels eingesetzt wurde
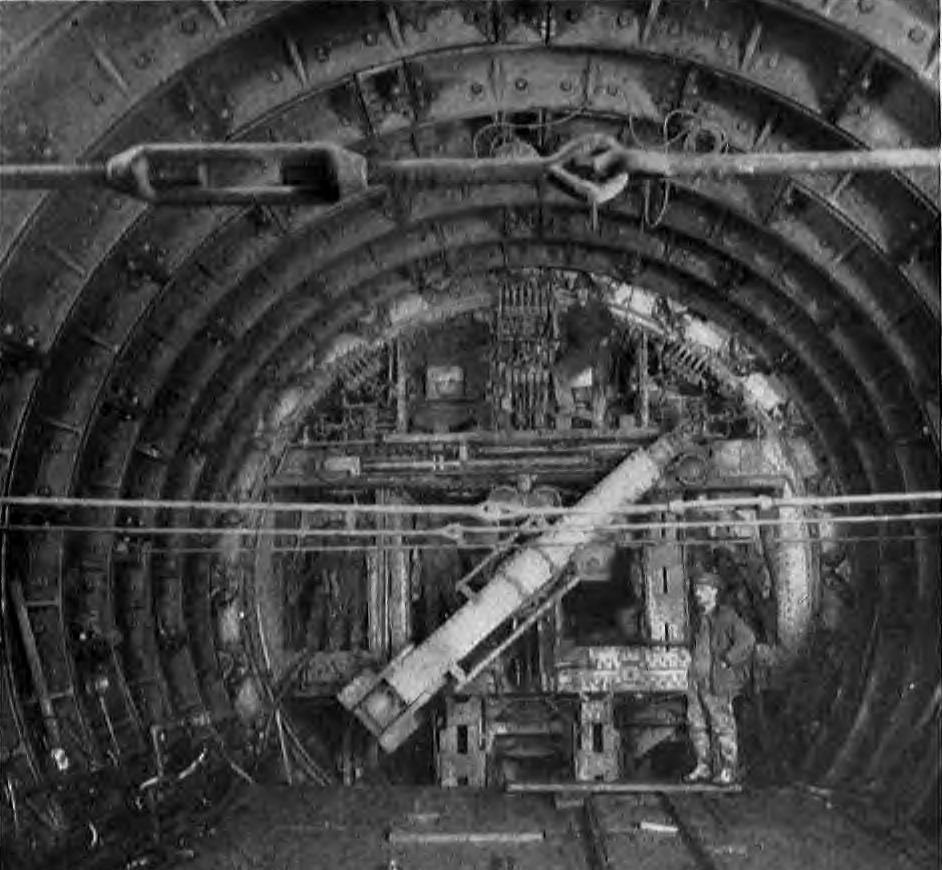
Blick von hinten auf den Druckluftschild, auf dessen Rückseite die Segmente der Außenverkleidung montiert werden.

## Bauwerk
Das westliche Tunnelportal befindet sich in North Bergen unmittelbar östlich der Tonnelle Avenue, die Teil der U.S. Highway 1 und 9 ist. Das Portal wird als Hackensack Portal oder Bergen Hill Portal bezeichnet. Bergen Hill, der südliche Ausläufer der Palisades genannten Klippen am Westufer des Hudson River, wird mit einem bergmännisch vorgetriebenen 1810 m langen Landtunnel, dem Bergen Hill Tunnel, unterquert. Der Tunnel führt durch Basalt und Sandstein, die Überdeckung beträgt 60 m. Der Tunnel führt mit einem Gefälle von 13 ‰ in Richtung Hudson River. Bei Weehawken am Westufer des Flusses befindet sich der Lüftungsschacht⊙ der während des Baus als Angriffsschacht für den Bergen Hill Tunnel und den Unterwassertunnel diente, der andere Angriffsschacht befand sich in Manhattan zwischen der 10. und 11. Avenue.
Der Unterwassertunnel ist zwischen den beiden Angriffsschächten 2 km lang. Er besteht aus zwei im Schlick des Hudson Rivers liegenden Röhren, die mit Gefälle zur Flussmitte hin verlaufen. Der tiefste Punkt liegt 30 m unter dem Wasserspiegel des Flusses und befindet sich in der Nähe des Westufers. Von da steigt der Tunnel zuerst mit 5 ‰ in Richtung Manhattan an, bevor er ab einer Stelle in der Nähe des Ostufer mit 19,2 ‰ zur Penn Station ansteigt.
Die Außenschalen der Tunnelröhren werden aus zusammengeschraubten gusseisernen Tübbings gebildet, die zu Ringen zusammengesetzt sind. Jeder Ring ist 2,5 Fuß (76 cm) breit und wiegt 13,6 t, der Außendurchmesser beträgt sieben Meter. Die Innenverkleidung der Tunnel besteht aus Beton und ist 56 cm dick. In Manhattan unterqueren die Tunnel den West Side Yard der Penn Station und enden an der 10. Avenue im Bahnhofsvorfeld der Penn Station, das sich in einer Grube ungefähr 14 m unterhalb des Straßenniveaus befindet und heute vollständig überdeckt ist.
Auf der ganzen Länge des Tunnels befinden sich auf beiden Seiten hohe Bankette, in deren Innern die Energie- und Signalkabel verlaufen und deren Decke als Wartungs- und Notweg durch den Tunnel dienen. Alle 90 m sind Leitern angeordnet, die den Zugang zum Gleisbett ermöglichen. Ein Notausgang befindet sich im Lüftungsschacht bei Weehawken. Der Tunnel ist mit Schotteroberbau ausgerüstet. In beiden Röhren ist auch eine Stromschiene für Long-Island-Rail-Road-Züge verlegt, obwohl diese normalerweise den Tunnel nicht befahren. Damit schuf Amtrak die Möglichkeit, bei Fahrleitungsspannungsausfall liegen gebliebene Amtrak- und New Jersey Transit-Züge mit Hilfe von Long Island Railroad-Zügen zu evakuieren. Das westliche Tunnelportal und der Lüftungsschacht in Weehawken sind Videoüberwacht. Am westlichen Ende des Unterwassertunnels sind Fluttore installiert.

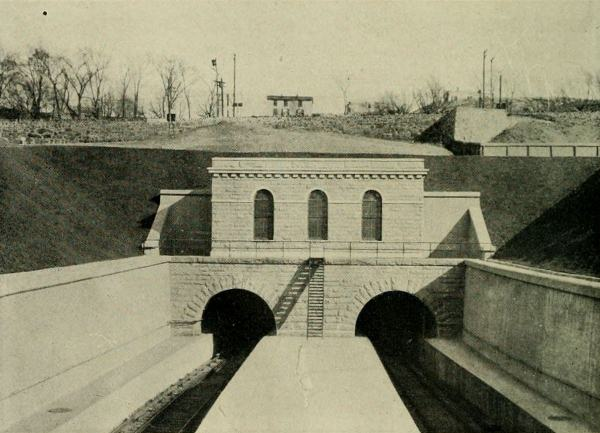
Bergen Hill Portal ca. 1910
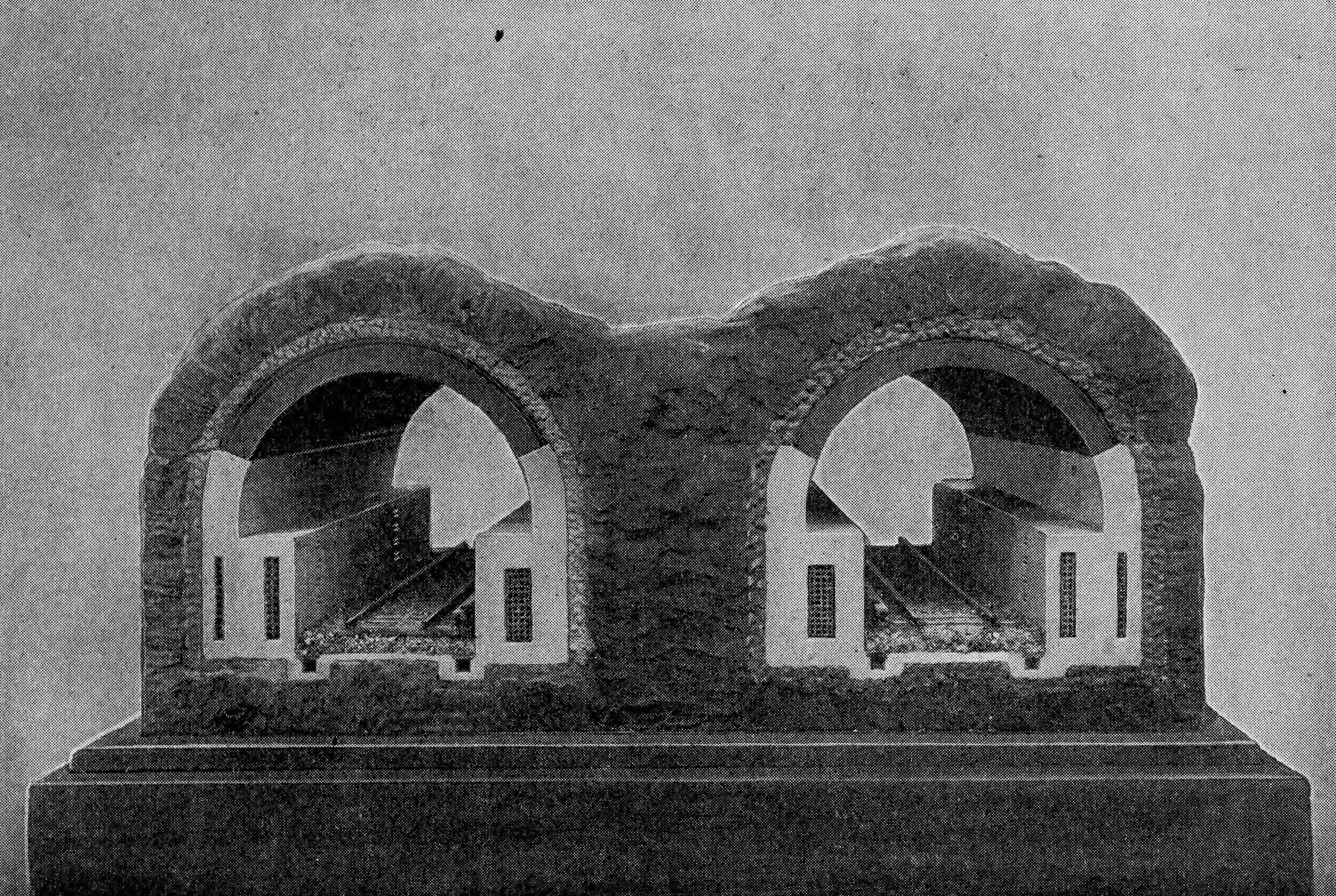
Tunnelquerschnitts des Bergen Hill Tunnels
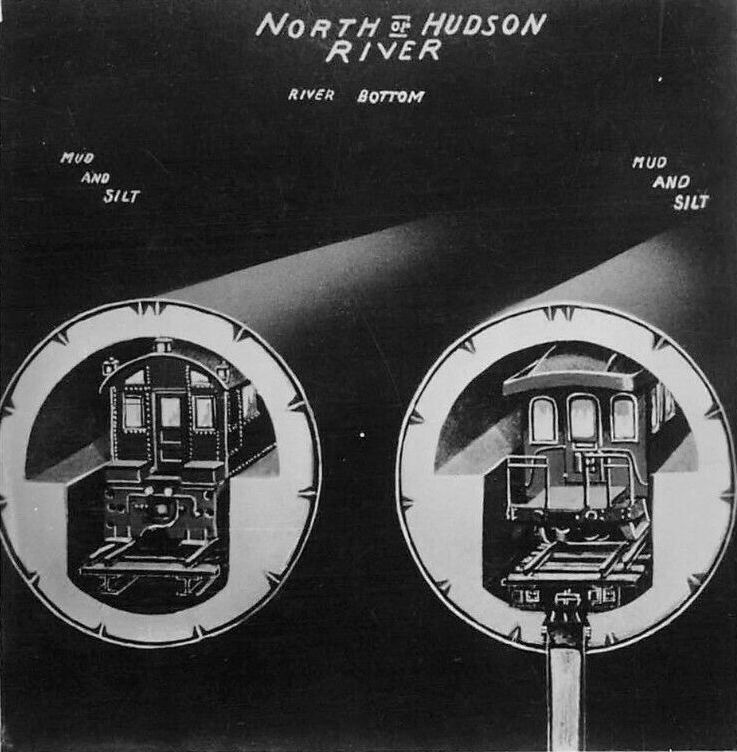
Tunnelquerschnitts des North River Tunnels
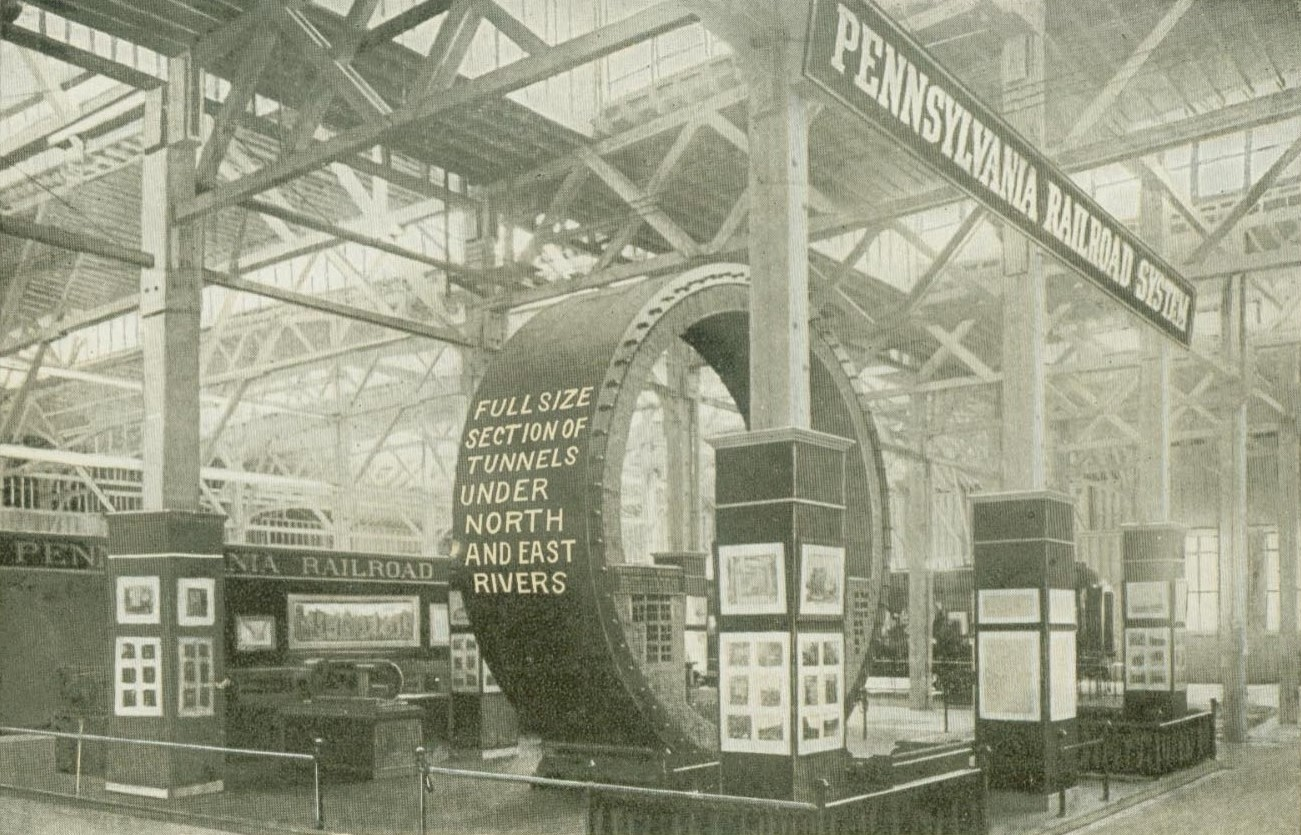
Querschnitt des North River Tunnels an einer Ausstellung
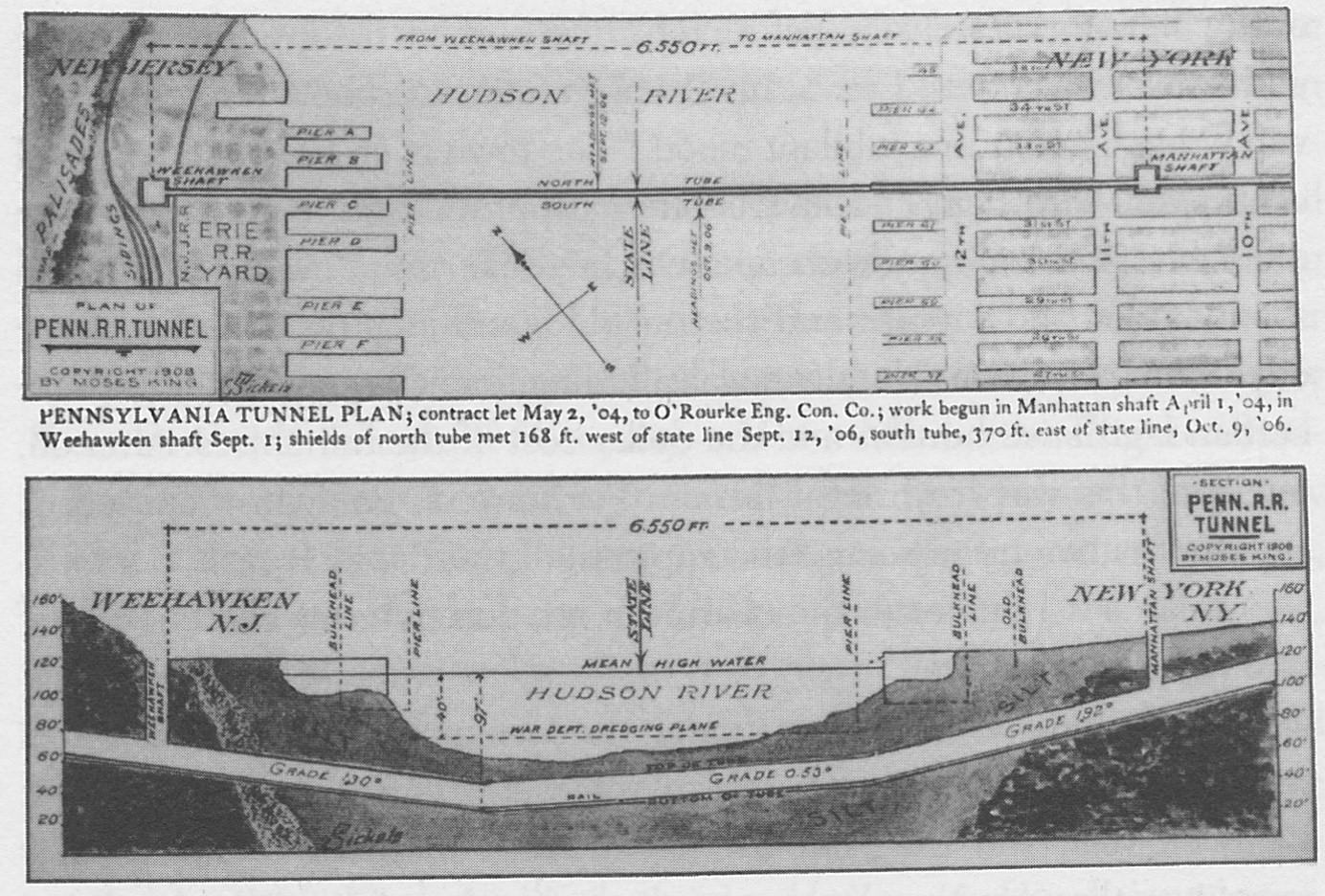
Plan des Unterwassertunnels (1906)